# Jacobin
Jacobin ist ein US-amerikanisches Magazin, das Themen aus Wirtschaft, Politik und Kultur behandelt. Seine ideologische Ausrichtung wird in der Eigendarstellung als linkssozialistisch, marxistisch und an einem demokratischen Sozialismus orientiert beschrieben. Die Zeitschrift erscheint zudem in Brasilien, Deutschland und Italien.
Bis Herbst 2022 war Bhaskar Sunkara Herausgeber der Zeitschrift, dann übernahm Remeike Forbes, der bisherige Chefdesigner der Zeitschrift.

## Ideologische Einordnung
Bhaskar Sunkara, Gründer und langjähriger Herausgeber von Jacobin, formulierte die Ausrichtung seines Magazins im Jahr 2018 als „marxistisch“, „linkssozialistisch“ und an einem „demokratischen Sozialismus“ orientiert.
Der demokratische Sozialismus wird als ideologische Grundlage auch von diversen internationalen Medien bezogen auf das Magazin erwähnt. Jacobin selbst sieht sich als eine führende Stimme der US-amerikanischen Linken und möchte sozialistische Perspektiven anbieten.
Die Protestbewegung Occupy Wall Street wurde nach Sicht von Margit Mayer (2016) unter anderem von linksradikalen Gruppen und intellektuellen Zirkeln unterstützt, welche sich auch zum Sprachrohr der Bewegung machten. Die Zirkel bildeten sich nach Mayer z. B. um die Zeitschrift Jacobin.

## Namensgebung und Logo
Der Zeitschriftenname bezieht sich nach Aussage von Sunkara weniger auf die Jakobiner zur Zeit der französischen Revolution. Vielmehr rührt der Name von dem Werk The Black Jacobins: Toussaint L’Ouverture and the San Domingo Revolution von C. L. R. James her, in dem James den (vielfach schwarzen) Anhängern der haitianischen Revolution unter dem ehemaligen Sklaven und Revolutionsführer Toussaint Louverture eine konsequentere Umsetzung der Ideale der französischen Revolution zugesteht als den eigentlichen Jakobinern. Auch das Logo bezieht sich auf diese „schwarzen Jakobiner“, sei aber inspiriert von einer Filmszene mit Bezug auf den nicaraguanischen Nationalhelden José Dolores.

## Organisation und Auflage
Jacobin wurde 2010 zunächst als Onlinezeitschrift von Bhaskar Sunkara gegründet, laut Sunkara mit dem Ziel des Aufbaus einer sozialistischen Bewegung in den Vereinigten Staaten. In der gedruckten Form erscheint das Magazin seit 2011 vierteljährlich und erreicht nach eigenen Angaben mehr als 15.000 Leser. Bis 2016 stieg die Zahl der verkauften Exemplare auf rund 20.000. Zusammen mit dem Internetauftritt werde Jacobin von etwa 700.000 Lesern rezipiert. Online werden ein bis zwei Artikel pro Tag veröffentlicht. Gedruckt werden 2018 rund 50.000 Kauf-Exemplare, online erreicht man zeitgleich mehr als eine Million Leser monatlich. Damit ist man an linken US-Traditionsmagazinen wie The New Republic vorbeigezogen.
2016 setzte sich die Redaktion aus sechs festen Mitarbeitern zusammen. In theoretischer Hinsicht sieht sich die Zeitschrift dem Analytischen Marxismus verbunden.

Logo von Catalyst

Seit 2016 gibt es auch den mit der amerikanischen Jacobin-Ausgabe verbundenen Podcast The Dig, in dem Daniel Denvir ausführliche Interviews mit Wissenschaftlern und Organizern aus sozialistischer Perspektive führt. Im Mai 2017 wurde mit Catalyst: A Journal of Theory and Strategy eine weitere Zeitschrift ins Leben gerufen. Ihr Herausgeber ist der Soziologe Vivek Chibber. Seit 2018 gibt es eine italienische Ausgabe, 2019 kam eine brasilianische hinzu.
Im Jahr 2018 kaufte Jacobin das britische linke Magazin Tribune auf und belebte es wieder. Sunkara fungiert auch hier als Herausgeber.
Seit 2020 betreibt Jacobin einen eigenen Youtube-Kanal, an dem Ana Kasparian als Moderatorin beteiligt ist.

### Deutschland

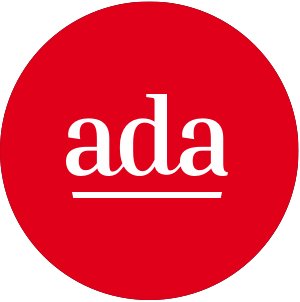
Logo von Ada

Im Mai 2018 wurde mit Ada Magazin eine deutschsprachige Schwesterzeitschrift gegründet, die Ende 2019 eingestellt und seit 2020 durch eine deutschsprachige Jacobin-Ausgabe – online und gedruckt – ersetzt wurde. Das Magazin erschien online am 7. April 2020 auf Deutsch, die Druckfassung wird seit dem 1. Mai 2020 im Berliner Brumaire Verlag veröffentlicht. Herausgeber ist Ole Rauch, Chefredakteur ist Loren Balhorn. Ines Schwerdtner schied als Chefredakteurin im Juli 2023 aus und übernahm die Verantwortung für den Podcast Hyperpolitik. Die Auflage dieser Ausgabe betrug Anfang 2025 11.500 Exemplare. Im Jahr 2022 initiierte die deutschsprachige Ausgabe unter Schwerdtner die Kampagne „Genug ist Genug!“, die sich gegen die steigenden Preise einsetzt und für u. a. die Verlängerung des 9-Euro-Tickets, eine Erhöhung der Löhne sowie eine Deckelung der Energiepreise. Seit Dezember 2023 wird die Ausgabe auch über den Zeitungshandel vertrieben.